# Glee: The Music, Volume 3 Showstoppers
Glee: The Music, Volume 3 Showstoppers is een soundtrackalbum van de cast van de Amerikaanse televisieserie Glee. Het album bevat liedjes van de tweede helft van het eerste seizoen van glee, behalve die van de afleveringen "The Power of Madonna" en "Journey". Het album verscheen op 18 mei 2010. Er werden twee versies van het album uitgebracht: de standaardeditie met 14 liedjes en de luxe-editie met 20 liedjes. Van het album werden in de eerste week 136.000 exemplaren verkocht, waardoor het binnenkwam op nummer 1 in de Amerikaanse Billboard 200.

## Liedjes

### Standaardeditie
| Nr. | Titel                                         | Schrijver(s)                                             | Oorspronkelijke artiest            | Duur |
| --- | --------------------------------------------- | -------------------------------------------------------- | ---------------------------------- | ---- |
| 1.  | Hello, Goodbye                                | Lennon/McCartney                                         | The Beatles                        | 3:29 |
| 2.  | Gives You Hell                                | Nick Wheeler, Tyson Ritter                               | The All-American Rejects           | 3:26 |
| 3.  | Hello                                         | Lionel Richie                                            | Lionel Richie                      | 3:32 |
| 4.  | One Less Bell to Answer A House Is Not a Home | Burt Bacharach / Bacharach, Hal David                    | The 5th Dimension / Dionne Warwick | 4:42 |
| 5.  | Beautiful                                     | Linda Perry                                              | Christina Aguilera                 | 3:59 |
| 6.  | Physical                                      | Steve Kipner, Terry Shaddick                             | Olivia Newton-John                 | 3:18 |
| 7.  | Total Eclipse of the Heart                    | Jim Steinman                                             | Bonnie Tyler                       | 4:24 |
| 8.  | Lady Is a Tramp                               | Richard Rodgers, Lorenz Hart                             | Babes in Arms                      | 2:46 |
| 9.  | One                                           | Bono, The Edge, Adam Clayton, Larry Mullen               | U2                                 | 3:56 |
| 10. | Dream On                                      | Steven Tyler                                             | Aerosmith                          | 4:34 |
| 11. | The Safety Dance                              | Ivan Doroschuk                                           | Men Without Hats                   | 3:19 |
| 12. | I Dreamed a Dream                             | Claude-Michel Schönberg, Alain Boublil, Herbert Kretzmer | Rose Laurens en Patti LuPone       | 3:08 |
| 13. | Give Up the Funk                              | Jerome Brailey, George Clinton, Bootsy Collins           | Parliament                         | 4:25 |
| 14. | Bad Romance                                   | Lady Gaga, RedOne                                        | Lady Gaga                          | 4:54 |

### Luxe-editie
| Nr. | Titel                                         | Schrijver(s)                 | Oorspronkelijke artiest            | Duur |
| --- | --------------------------------------------- | ---------------------------- | ---------------------------------- | ---- |
| 1.  | Hello, Goodbye                                | Lennon/McCartney             | The Beatles                        | 3:29 |
| 2.  | Gives You Hell                                | Wheeler, Ritter              | The All-American Rejects           | 3:26 |
| 3.  | Hello                                         | Richie                       | Lionel Richie                      | 3:32 |
| 4.  | A House Is Not a Home                         | Bacharach, David             | Dionne Warwick                     | 2:55 |
| 5.  | One Less Bell to Answer A House Is Not a Home | Bacharach / Bacharach, David | The 5th Dimension / Dionne Warwick | 4:42 |
| 6.  | Beautiful                                     | Perry                        | Christina Aguilera                 | 3:59 |
| 7.  | Home                                          | Charlie Smalls               | Stephanie Mills                    | 3:31 |
| 8.  | Physical                                      | Kipner, Shaddick             | Olivia Newton-John                 | 3:18 |
| 9.  | Total Eclipse of the Heart                    | Steinman                     | Bonnie Tyler                       | 4:24 |
| 10. | Lady Is a Tramp                               | Rodgers, Hart                | Babes in Arms                      | 2:46 |
| 11. | One                                           | Bono                         | U2                                 | 3:56 |
| 12. | Rose's Turn                                   | Jule Styne, Stephen Sondheim | Ethel Merman                       | 2:00 |
| 13. | Dream On                                      | Tyler                        | Aerosmith                          | 4:34 |
| 14. | The Safety Dance                              | Doroschuk                    | Men Without Hats                   | 3:19 |
| 15. | I Dreamed a Dream                             | Schönberg, Boublil, Kretzmer |                                    | 3:08 |
| 16. | Loser                                         | Beck, Carl Stephenson        | Beck                               | 3:47 |
| 17. | Give Up the Funk                              | Brailey, Clinton, Collins    | Parliament                         | 4:25 |
| 18. | Beth                                          | Peter Criss, Stan Penridge   | Kiss                               | 2:37 |
| 19. | Poker Face                                    | Lady Gaga, RedOne            | Lady Gaga                          | 3:39 |
| 20. | Bad Romance                                   | Lady Gaga, RedOne            | Lady Gaga                          | 4:54 |

## Medewerkers
Zang (cast)
- Dianna Agron
- Chris Colfer
- Jessalyn Gilsig
- Jane Lynch
- Jayma Mays
- Kevin McHale
- Lea Michele
- Cory Monteith
- Matthew Morrison
- Amber Riley
- Naya Rivera
- Mark Salling
- Stephen Tobolowsky
- Jenna Ushkowitz

Zang (gasten)
- Jonathan Groff
- Olivia Newton-John
- Kristin Chenoweth
- Idina Menzel
- Neil Patrick Harris

Zang (bijrollen)
- Adam Anders
- Nikki Anders
- Kala Balch
- David Baloche
- Colin Benward
- Ravaughn Brown
- Kamari Copeland
- Tim Davis
- Emily Gomez
- Storm Lee
- David Loucks
- Chris Mann
- Chaz Mason
- Jeanette Olsen
- Zac Poor
- Jimmy Andrew Richard
- Drew Ryan Scott
- Shelley Scarr
- Onitsha Shaw
- Windy Wagner

Uitvoerend producenten
- Dante DiLoreto
- Brad Falchuk

Producers
- Adam Anders
- Tim Davis
- Peer Astrom
- Dominick Maita
- Ryan Murphy
- Ryan Petersen

## Posities in de hitlijsten
| 2010                   | Hoogste positie |
| ---------------------- | --------------- |
| Australische hitparade | 1               |
| Canadese hitparade     | 1               |
| Ierse hitparade        | 1               |
| Mexicaanse hitparade   | 9               |
| New Zealand hitparade  | 3               |
| Engelse hitparade      | 3               |
| Amerikaanse hitparade  | 1               |